# NGC 2569
NGC 2569 é uma galáxia elíptica (E-S0) localizada na direcção da constelação de Cancer. Possui uma declinação de +20° 52' 05" e uma ascensão recta de 8 horas, 21 minutos e 21,1 segundos.
A galáxia NGC 2569 foi descoberta em 19 de Fevereiro de 1862 por Heinrich Louis d'Arrest.